# Валлийская гвардия
Валлийская гвардия (англ. Welsh Guards (WG), валл. Gwarchodlu Cymreig) — пехотный полк в британской армии, в составе Гвардейской дивизии. По старшинству занимает пятое, последнее, место после Ирландского гвардейского полка. Сформирован в 1915 году. Участвовал в Первой и Второй мировых войнах. Дальнейшая служба включала подавление беспорядков в Египте в начале 1950-х годов, участие в Фолклендской войне, миротворческих операциях на Кипре и в Боснии, конфликте в Северной Ирландии, военных действиях в Ираке и Афганистане.
9 мая 2010 года 2-я рота 1-го батальона полка приняла участие в параде, посвященном 65-летию победы в Великой Отечественной войне.

## Дружественные подразделения
- 5-й батальон Королевского австралийского полка
- Фрегат HMS Campbeltown

## Порядок старшинства
| Старший полк Ирландский гвардейский полк | Порядок старшинства | Младший полк Королевский полк Шотландии |